# Chattaroy (Virginia Occidental)
Chattaroy es un lugar designado por el censo ubicado en el condado de Mingo en el estado estadounidense de Virginia Occidental. En el Censo de 2010 tenía una población de 756 habitantes y una densidad poblacional de 143,08 personas por km².

## Geografía
Chattaroy se encuentra ubicado en las coordenadas 37°42′22″N 82°16′25″O / 37.70611, -82.27361. Según la Oficina del Censo de los Estados Unidos, Chattaroy tiene una superficie total de 5.28 km², de la cual 5.28 km² corresponden a tierra firme y (0%) 0 km² es agua.

## Demografía
Según el censo de 2010, había 756 personas residiendo en Chattaroy. La densidad de población era de 143,08 hab./km². De los 756 habitantes, Chattaroy estaba compuesto por el 98.28% blancos, el 1.19% eran afroamericanos, el 0% eran amerindios, el 0% eran asiáticos, el 0% eran isleños del Pacífico, el 0.13% eran de otras razas y el 0.4% pertenecían a dos o más razas. Del total de la población el 0.4% eran hispanos o latinos de cualquier raza.